# Set Mo
Set Mo ist ein australisches Produzenten-Duo aus Sydney. Ihre Musik bewegt sich im Bereich des Deep House und Tech House. Das Duo besteht aus Nick Drabble und Stu Turner.

## Hintergrund
Drabble und Turner begannen im Alter von 18 Jahren sich für elektronische Tanzmusik zu interessieren. Sie trafen sich auf mehreren Partys und beschlossen dort ein gemeinsames Projekt zu gründen.
Weitreichende Bekanntheit erlangten sie durch das Lied White Dress, welches in Zusammenarbeit mit Warner Music veröffentlicht wurde und sich in den australischen Club-Charts des Jahres 2015 auf Platz 42 platzieren konnte. Zudem erreichten sie im April 2018 hohe Chartpositionen im Branchenmagazin Resident Advisor.
Sie sind unter anderem überregional auf dem Field Day und Beyond The Valley aufgetreten. Zahlreiche ihrer Produktionen entstanden in ihren Heimatland Australien, London, Amsterdam und Berlin.

## Diskografie (Auswahl)
Singles
- 2015: White Dress – feat. Deutsche Duke (etcetc Records, Warner Music & Universal Music, AU: Gold)[7]
- 2015: Chasing Forever – feat. Alphamama (etcetc Records)
- 2016: Comfort You – feat. Fractures – (etcetc Records)
- 2016: See Right Through Me (etcetc Records & Embassy of Music, AU: Platin)
- 2017: I Belong Here – feat. Woodes (Set Mo Records, AU: Gold)
- 2018: Nightmares – feat. Scott Quinn (Set Mo Records)

EPs
- 2017: After Dark EP (etcetc Records)